# ByteDance
ByteDance Ltd. (Chinees: 字节 跳动, pinyin: Zìjié Tiàodòng) is een Chinees technologiebedrijf.

## Bedrijf
Het bedrijf werd in 2012 opgericht door Zhang Yiming en heeft verschillende platforms voor machinaal leren. ByteDance groeide uit tot een van de grootste mondiale gebruikers van kunstmatige intelligentie. Het bedrijf is sinds 2015 wereldwijd actief en is vooral in West-Europa bekend via TikTok, een socialemedia-app waarmee korte muziekvideo's gemaakt en gedeeld kunnen worden.
ByteDance had in november 2018 dagelijks meer dan 800 miljoen actieve gebruikers op al zijn platforms. Het bedrijf werd in november 2018 gewaardeerd op 75 miljard dollar en wordt beschouwd als de meest waardevolle eenhoorn (startend bedrijf) ter wereld. In 2018 investeerde SoftBank-oprichter Masayoshi Son 3 miljard dollar in het bedrijf.
In mei 2019 maakte de Financial Times bekend dat ByteDance werkt aan een eigen smartphone.
Op 6 september 2023 wees de Europese Commissie ByteDance aan als poortwachter in het kader van de Verordening digitale markten en werd TikTok aangewezen als kernplatformdienst.

## Producten
Een belangrijk product van ByteDance is Toutiao, een populair contentplatform in China, wat begon als nieuwswebsite en zich ontwikkelde tot een platform dat inhoud biedt in verschillende formaten, zoals tekst, afbeeldingen, vraag-en-antwoord, microblogs en video's. Toutiao biedt gebruikers gepersonaliseerde inhoud op basis van algoritmen.
ByteDance heeft ook de TikTok-app ontwikkeld voor het delen van mobiele video's. Na de overname van de start-up musical.ly, combineerde het bedrijf deze twee platforms onder de naam Tik Tok. Andere diensten die het bedrijf aanbiedt zijn BuzzVideo en Vigo Video.